# لندو (کارولینای جنوبی)
لندو (به انگلیسی: Lando) یک منطقهٔ مسکونی در ایالات متحده آمریکا است که در شهرستان چستر، کارولینای جنوبی واقع شده‌است. لندو ۸۹ نفر جمعیت دارد و ۱۵۵ متر بالاتر از سطح دریا واقع شده‌است.